# Сойсал, Айше
Айше Сойсал (тур. Ayşe Soysal; род. 1948) — турецкий математик. Она была президентом Босфорского университета в Стамбуле с 2004 по 2008 год.

## Биография
Айше Сойсал родилась в Стамбуле 24 июня 1948 года. В 1967 году она окончила Американский колледж для девушек в Стамбуле. В 1971 получила степень бакалавра с отличием в стамбульском Роберт-колледже, где она изучала математику и физику.
Сойсал продолжила своё образование в США. В 1973 году она получила степень магистра, а в 1976 году — докторскую степень в области математики в Мичиганском университете, Энн-Арбор.
В 1976 году она стала преподавателем Босфорского университета, работала на кафедре высшей математики. За долгое время своей преподавательской деятельности она заработала репутацию вежливого и дружелюбного по отношению к студентам преподавателя. В 1981 году она стала доцентом, а в 1991 году — профессором. С 2009 года Сойсал преподаёт в университете Коч на кафедре математики в качестве адъюнкт-профессора.
Сойсал также занимала должность вице-декана Школы искусств и наук, заведовала кафедрой математики. Между 1992 и 2004 годами Сойсал четыре срока подряд избиралась деканом Школы искусств и наук. Она также представляла Босфорский университет в Межвузовском совете (Universiteler Arasi Kurul), и являлась членом совета директоров турецкого филиала ЮНЕСКО.
Она была назначена президентом (изначально ректором) Босфорского университета в 2004 году. Она стала первой женщиной, занявшая этот пост.
Занималась исследованием теории конечных групп, когомологии групп, коммутативных колец. Читала лекции по теории групп, теории колец и полей, теории Галуа, теории коммутативных колец, топологии и алгебраической топологии.

## Сочинения
- The Second Degree Cohomology of Finite Orthogonal Groups, I, Jour. Alg. Vol. 56, 1979.
- The Second Degree Cohomology of Finite Orthogonal Groups, II, Jour. Alg. Vol. 56, 1980.